# Raymond Deonna
Pour les articles homonymes, voir Deonna.
Raymond Deonna, né le 13 octobre 1910 à Plainpalais (originaire de Genève) et mort le 10 septembre 1972 à Allaman, est une personnalité politique suisse, membre du parti libéral. 
Il est député du canton de Genève au Conseil national de fin 1949 à fin 1951 et de fin 1963 à sa mort. 

## Biographie

### Origines et famille
Raymond Deonna naît le 13 octobre 1910 à Plainpalais, dans le canton de Genève. Il est originaire de Genève.
Son père, Waldemar Deonna, est professeur  d'archéologie à l'Université de Genève ; sa mère se nomme Marie-Edmée Gans.
Il épouse Anne-Marie Vernet, fille d'un industriel et banquier, avec qui il a trois enfants, dont l'écrivain et journaliste Laurence Deonna.

### Études et parcours professionnel
Après une licence en droit et en sciences politiques, il devient directeur en 1943 du bureau romand de la Société pour le développement de l'économie suisse, puis son directeur général en 1957. Il occupe ce poste jusqu'en 1970. 

### Parcours politique
Il est député du parti libéral au Grand Conseil du canton de Genève de 1936 à 1965. Il préside l'hémicycle en 1957-1958. 
Il est également président de la section genevoise du parti libéral de 1943 à 1945, en 1949 et en 1960 et président du parti suisse de 1946 à 1950.
Il accède au Conseil national en cours de législature, le 19 septembre 1949, en raison de l'élection d'Albert Picot (de) au Conseil des États,. Il y siège jusqu'au 2 décembre 1951, puis à nouveau du 2 décembre 1963 à sa mort le 10 septembre 1972.

### Autres fonctions
Il préside le conseil d'administration du Journal de Genève de 1950 à sa mort, le Cercle de la presse et des amitiés étrangères de 1962 à 1965 et le Salon international de l'automobile de Genève de 1969 à 1972.

### Mort
Il meurt avec son épouse le 10 septembre 1972 à Allaman, dans un accident de la circulation (collision frontale causée par un conducteur alcoolisé).